# Casa consistorial de Santa Cruz de la Zarza
La casa consistorial de Santa Cruz de la Zarza es un inmueble de la localidad española de Santa Cruz de la Zarza, en la provincia de Toledo. No existen referencias de fecha o testimonio escrito de su construcción. La primera noticia que se tiene data de comienzos del siglo XII. 
Visto desde la fachada principal, puede comprobarse que es de gran antigüedad, que fue reformado en 1894 siendo alcalde Leodegario Peña. En 1922 se elevó la Torre del Reloj. 

## Historia
Donde más se aprecia la antigüedad es en la planta baja, en todo lo que componen los calabozos, los cuales fueron utilizados hasta 1950. Su construcción puede datar de los siglos XV o XVI. 
En 1576, en la relación que mandó hacer el rey Felipe II, ya aparecen las declaraciones de los alcaldes ordinarios del Ayuntamiento de Santa Cruz de la Zarza mencionando dicho edificio. 
El «Reloj de la Villa» ya aparece documentado en 1700, es el que existe actualmente, pues sólo en 1925 cambió de esfera (que era de números romanos); y en 1989 se la volvió a cambiar para que fuera más acorde con la fachada actual del Ayuntamiento. 
Las pinturas del salón de Pleno del Ayuntamiento están hechas sobre lienzo. Representan la Libertad y la Justicia, de autoría desconocida. Por la firma de las mismas existen dos versiones sobre su autor; por un lado se atribuye su ejecución a Enrique Romero de Torres, hermano del famoso Julio Romero de Torres; y por otro a Eduardo Romero Zamorano, pintor natural de Ocaña. El año de su creación no se sabe con seguridad, pero se cree que fueron realizadas alrededor de 1920.